# Daniel Edward Thomas

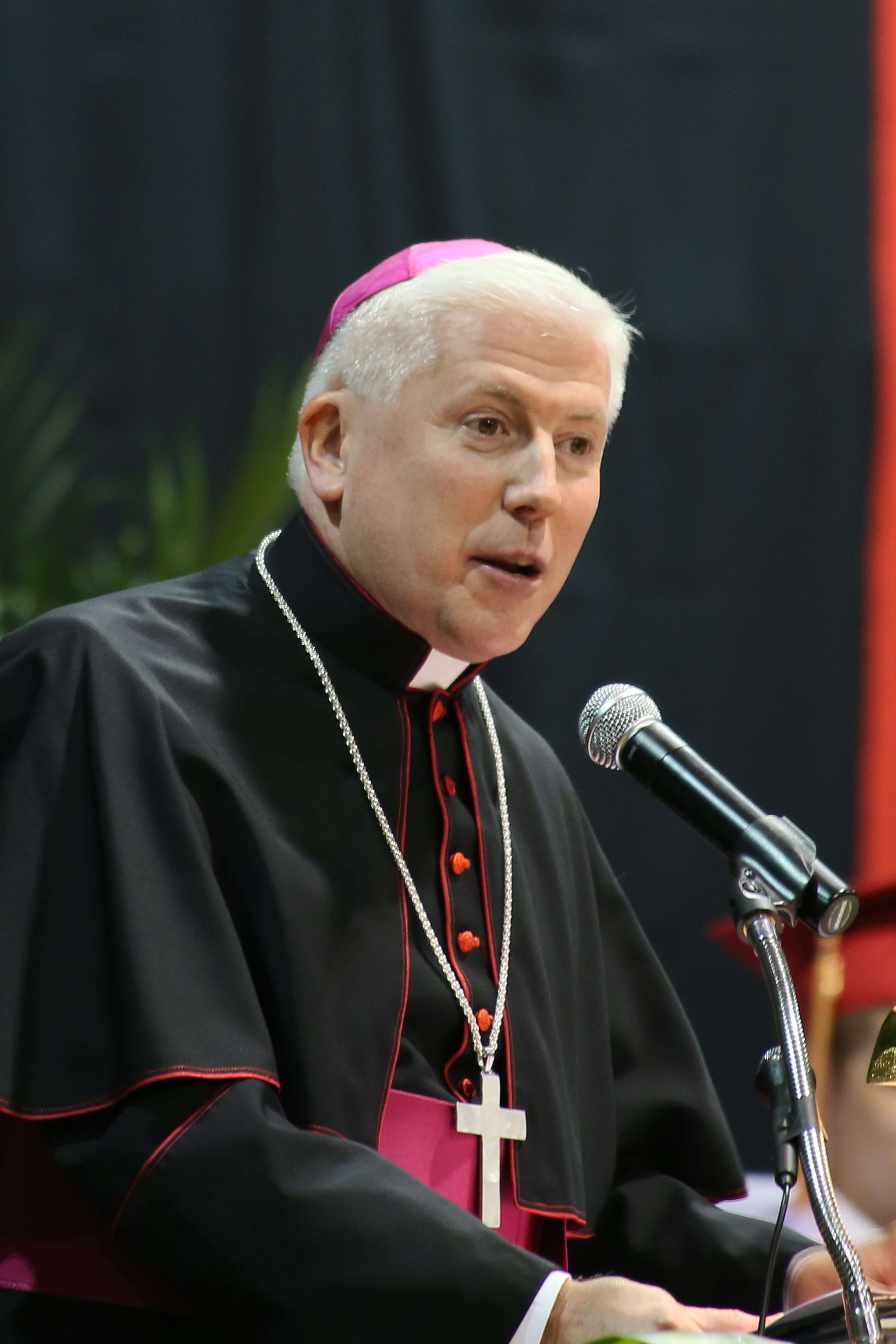
Daniel Edward Thomas

Bischofswappen von Daniel Edward Thomas

Daniel Edward Thomas (* 11. Juni 1959 in Philadelphia) ist ein US-amerikanischer Geistlicher und römisch-katholischer Bischof von Toledo.

## Leben
Der Erzbischof von Philadelphia, John Joseph Kardinal Krol, weihte ihn am 18. Mai 1985 zum Priester.
Papst Benedikt XVI. ernannte ihn am 8. Juni 2006 zum Titularbischof von Floriana und Weihbischof in Philadelphia. Der Erzbischof von Philadelphia, Justin Francis Kardinal Rigali, spendete ihm am 26. Juli  desselben Jahres die Bischofsweihe; Mitkonsekratoren waren John Patrick Foley, Präsident des Päpstlichen Rates für die sozialen Kommunikationsmittel, und Edwin Frederick O’Brien, Militärerzbischof der Vereinigten Staaten.
Am 26. August 2014 ernannte ihn Papst Franziskus zum Bischof von Toledo. Die Amtseinführung fand am 22. Oktober desselben Jahres statt.
Vom 28. Dezember 2016 bis zum 5. September 2017 war er zusätzlich für die Zeit der Sedisvakanz Apostolischer Administrator des Bistums Cleveland.